# Kirchstätt (Traunreut)
Kirchstätt ist ein Ortsteil der Stadt Traunreut im oberbayerischen Landkreis Traunstein. Der Weiler mit Kirche liegt inmitten eines ausgedehnten Waldgebietes und hat nur 25 Einwohner.

## Geschichte
1345 wurde die inmitten einer Lichtung des  „Weitholzes“  errichtete Kirche in Kirchstätt eingeweiht. Sie war Filialkirche der dem Kloster Baumburg inkorporierten Pfarrei in Traunwalchen. 1808 wurde im Zuge der Säkularisation in Bayern die Kirche abgerissen. 1833 bis 1834 wird die Kirchstätter Kirche aufgrund eines Gelübdes von den Bauern der Umgebung wieder aufgebaut.
Kirchstätt war zur Zeit des Herzogtums Bayern Teil der Hauptmannschaft Pierling. Im Zuge der Gemeindebildung in Bayern kam es mit dem Gemeindeedikt von 1818 zur Landgemeinde Traunwalchen. Die Gemeinde Traunwalchen wird am 1. Mai 1978 im Zuge der Gemeindegebietsreform in die Stadt Traunreut eingegliedert.

## Baudenkmäler
Die Kirche steht unter Denkmalschutz (Akten-Nummer D-1-89-154-20). Die Beschreibung des Bayerischen Landesamts für Denkmalpflege lautet:

„Katholische Kirche St. Magdalena, erbaut 1833/34 in barocken Formen; mit Ausstattung.“